# 391257 Wilwheaton
391257 Wilwheaton este o planetă minoră (asteroid) din centura de asteroizi. A fost descoperită pe 12 septembrie 2006 la Uccle de Thierry Pauwels⁠(d) și a fost numită după Wil Wheaton. 
Obiectul prezintă o orbită caracterizată de o semiaxă mare de 2,6455882069598 UAi, o excentricitate de 0,3, o înclinație de 10,9 ° în raport cu ecliptica.